# Stadsskytte
Stadsskytte, det utbildas två stadsskyttekompani per år i Sverige, Livgardets 6:e kompani samt numera även Livkompaniet. 
Fram tom försvarsbeslutet 2000 fanns det sex stadsskyttebataljoner som var indelade på tre platser i landet: Stockholm (utbildades vid Svea livgarde, I 1), Göteborg (utbildades vid Älvsborgs regemente, I 15) och Malmö (utbildades vid Hallands regemente, I 16). 
Nuvarande stadsskytte (SSK) är mekaniserat med PBV 302 och består av 3 st SSK-plutoner samt en stab och trosspluton (förkortas St/Tr eller SoT) och i utbildningssyfte en PBV-pluton. St/Tr-pluton består av en eldledningsgrupp, tre sjukvårdsgrupper, tre ledningsgrupper, en driftstödsgrupp och en packgrupp.
Stadsskytteförbanden är sedan försvarsbeslutet 2004 nedlagda och stadsskyttekompaniet kommer att övergå till ett lätt mekaniserat skyttekompani. Dock kommer de att fortsätta med att vara ett kompetenscentrum för SiB för att upprätthålla kunskaperna.
Stadsskytte är förband som sysslar med strid i bebyggelse (SiB). Andra förband som av någon händelse opererar inne i bebyggelse(till exempel pansar, mp, signal) är inte stadsskytteförband.
På Livgardets 72:a kompani och Livkompaniet erhåller soldaterna årligen den så kallade Stadsskyttebågen, vilket är ett utbildningsmärke och ett tecken på att soldaterna behärskar Strid i Bebyggelse såväl praktiskt som teoretiskt. På 72:a kompaniet finns till stor del Sveriges samlade kunskaper om SIB. Det är tillika härifrån som man fastställer grundläggande stridsregler för försvarsmaktens övriga strid i bebyggelse.